# Tôma Aquinô Vũ Đình Hiệu
Tôma Aquinô Vũ Đình Hiệu (sinh 1954) là một Giám mục Công giáo Việt Nam. Ông là Giám mục chính tòa Giáo phận Bùi Chu, Chủ tịch Ủy ban Bác ái xã hội – Caritas của Hội đồng Giám mục Việt Nam nhiệm kỳ 2022 – 2025. Trước đó, ông cũng từng đảm nhận chức Chủ tịch Uỷ ban Bác ái Xã hội các nhiệm kỳ 2013 – 2016, 2016 – 2019, 2019 – 2022, Chủ tịch Uỷ ban Giáo dục Công giáo nhiệm kỳ 2010 – 2013. Khẩu hiệu Giám mục của ông là "Ngài yêu họ đến cùng". Ngoài tiếng mẹ đẻ là tiếng Việt, ông còn có thể giao tiếp bằng tiếng Pháp.

## Thân thế
Giám mục Vũ Đình Hiệu sinh ngày 30 tháng 10 năm 1954 tại làng Ninh Mỹ, xã Hải Giang, huyện Hải Hậu, tỉnh Nam Định, thuộc giáo xứ Ninh Mỹ, Giáo phận Bùi Chu, là con thứ tám trong gia đình có chín người con (ba người qua đời sớm). Không lâu sau khi ông được sinh ra, gia đình ông di cư vào Nam, sinh sống tại giáo xứ Trung Chánh (huyện Hóc Môn, Thành phố Hồ Chí Minh hiện nay) cho đến năm 1975. Từ năm 1975 gia đình di chuyển về Giáo xứ Tân Mai 2 (nay gọi là Thiên Phước) và sinh sống bằng nghề nông. Thân phụ là ông Tôma Vũ Đình Thụ (1910–1961) và thân mẫu là bà Maria Nguyễn Thị Ngọt (1914–2011). Hai ông bà thân sinh thường hỗ trợ các công việc trong nhà thờ như kéo chuông, quét dọn....
Gia đình ông hiện cư ngụ tại Giáo xứ Thiên Phước, ấp Tân Mai 2, phường Phước Tân, thành phố Biên Hòa, tỉnh Đồng Nai.

## Thời kỳ tu học
Cậu bé Hiệu có chí hướng tu tập từ sớm nên được gia đình quyết định cho vào học tại Tiểu Chủng viện Thánh Phaolô Xuân Lộc, đặt tại Phú Nhuận thuộc Tổng giáo phận Sài Gòn khi cậu mới 12 tuổi, và cậu đã học tại đây một năm thì được chuyển chi nhánh Chủng viện, cậu sang học tại Tiểu Chủng viện Thánh Phaolô Xuân Lộc, đặt tại Phước Lâm, nay thuộc Giáo phận Bà Rịa từ năm 1967 đến năm 1969. Cậu bé Hiệu tiếp tục thay đổi Tiểu chủng viện và đến học tại Tiểu Chủng viện Thánh Phaolô Xuân Lộc, đặt tại Toà Giám mục Xuân Lộc, Long Khánh, Đồng Nai và cậu đã học tại đây đến khi hoàn thành Tiểu chủng viện năm 1973. Chủng sinh Hiệu là nghĩa tử của linh mục Giuse Trần Văn Hàm (K1), Chính xứ Thiên Phước – Giám đốc Tiểu chủng viện Phước Lâm và là bạn cùng lớp với Giám mục Gioan Đỗ Văn Ngân.
Sau khi tốt nghiệp Tiểu chủng viện, chủng sinh Vũ Đình Hiệu tiếp tục con đường tu học của mình vào cách tiếp tục theo học tại Giáo hoàng Học viện Piô X, Đà Lạt, là chủng sinh khóa 16 của Học viện này. Chủng sinh Hiệu đã học tại đây đến năm 1977.
Sau khi Giáo hoàng Học viện giải tán, chủng sinh Hiệu phục vụ tại Giáo xứ Tân Mai 2 (Thiên Phước), Giáo phận Xuân Lộc từ năm 1978 đến năm 1988. Từ năm 1988 đến năm 1999, ông là bí thư của Giám mục chính tòa Giáo phận Xuân Lộc Phaolô Maria Nguyễn Minh Nhật.

## Linh mục
Ngày 25 tháng 1 năm 1999 (theo phòng Báo Chí Tòa Thánh là ngày 22 tháng 1), Phó tế Tôma Aquinô Vũ Đình Hiệu được thụ phong linh mục tại Nhà thờ chính tòa Xuân Lộc. Sau khi được chịu chức, năm 2000, Tân linh mục Tôma được cử đi du học tại Toulouse, Pháp, và tốt nghiệp Cao học Thần học Luân lý năm 2006. Sau đó, ông trở về nước và được chọn làm chánh Văn phòng, kiêm Chưởng Ấn Tòa Giám mục Xuân Lộc. Ông giữ chức vụ này đến năm 2009.

## Giám mục

### Giám mục Phụ tá Xuân Lộc
Ngày 25 tháng 7 năm 2009, phòng Báo chí Tòa Thánh công bố bổ nhiệm linh mục Tôma Aquinô Vũ Đình Hiệu, hiện đang là linh mục Chưởng Ấn Tòa Giám mục Xuân Lộc, đã được Giáo hoàng Bênêđictô XVI chọn làm Giám mục hiệu tòa Bahanna, Giám mục phụ tá Giáo phận Xuân Lộc. Ông là Giám mục thứ 101 của hàng Giám mục Việt Nam, là Giám mục thứ 14 của Giáo hoàng Học viện Piô X Đà Lạt và là Giám mục đầu tiên xuất thân từ Tiểu chủng viện Thánh Phaolô Giáo phận Xuân Lộc.
Lễ tấn phong giám mục cho Tân giám mục Vũ Đình Hiệu cử hành vào sáng ngày 10 tháng 10. Tham dự có 31 giám mục đến từ tất cả 26 giáo phận, trong bối cảnh các giám mục này vừa họp thường niên Hội đồng Giám mục Việt Nam tại Tòa giám mục Xuân Lộc. Đồng tế còn có khoảng 600 linh mục. Có tất cả 15.000 tu sĩ, giáo dân đã được mời tham gia lễ tấn phong này. Về nghi thức truyền chức. giám mục Đa Minh Nguyễn Chu Trinh, Giám mục chính tòa Giáo phận Xuân Lộc, đóng vai trò giám mục chủ phong cùng với 2 giám mục phụ phong là Giám mục Tôma Nguyễn Văn Trâm, giám mục chính tòa Giáo phận Bà Rịa và Giám mục Cosma Hoàng Văn Đạt, giám mục chính tòa Giáo phận Bắc Ninh.
Trong kỳ đại hội thứ XI của Hội đồng Giám mục Việt Nam kéo dài từ ngày 4 đến ngày 8 tháng 10 năm 2010, các giám mục đã bầu chọn giám mục Vũ Đình Hiệu giữ chức Chủ tịch Uỷ ban Giáo dục Công giáo trực thuộc Hội đồng Giám mục Việt Nam nhiệm kỳ 2010 - 2013.

### Giám mục phó, kế vị Giám mục chính tòa Bùi Chu
Ngày 24 tháng 12 năm 2012, Giáo hoàng Bênêđictô XVI bổ nhiệm Giám mục Vũ Đình Hiệu làm Giám mục phó Giáo phận Bùi Chu với quyền kế vị. Lễ nhậm chức được cử hành vào ngày 1 tháng 2 năm 2013. Đồng tế lễ nhậm chức tại Quảng trường Nhà thờ chính tòa Bùi Chu có các giám mục Giáo tỉnh Hà Nội, các giám mục tháp tùng tân giám mục phó Bùi Chu từ miền Nam và 300 linh mục. Tham dự lễ có tu sĩ và giáo dân với con số khoảng 8.000 người. Ngày 17 tháng 8 năm 2013, sau khi Giám mục Giuse Hoàng Văn Tiệm qua đời đột ngột sau cơn nhồi máu cơ tim, giám mục Vũ Đình Hiệu đương nhiên kế vị Giám mục chính tòa Bùi Chu theo Giáo luật.
Trong kỳ họp thường niên của Hội đồng Giám mục Việt Nam năm 2013, Giám mục Vũ Đình Hiệu được bầu làm Chủ tịch Caritas Việt Nam nhiệm kỳ 2013-2016. Trong kỳ họp ba năm sau đó, giám mục Hiệu tiếp tục được chọn làm Chủ tịch Caritas với nhiệm kì kéo dài đến năm 2019.
Giáo phận Bùi Chu dự kiến cho hạ giải công trình Nhà thờ chính tòa Bùi Chu vào ngày 13 tháng 5 năm 2019, sau quá trình lên kế hoạch trước đó 5 năm. Giám mục Vũ Đình Hiệu cho biết hầu hết các tu sĩ, giáo dân và chính quyền địa phương đồng thuận với việc đại tu nhà thờ. Phương án trùng tu, theo giám mục Hiệu thì dựa vào ngôi nhà thờ cũ để đại tu từ những chi tiết nhỏ nhất, vì vậy người dân không lo ngại về diện mạo mới của Nhà thờ Bùi Chu. Nhận được tin tức này, 25 kiến trúc sư gửi đơn đến Thủ tướng Nguyễn Xuân Phúc, Bộ trưởng Văn hóa Thể thao và Du lịch Nguyễn Ngọc Thiện, Chủ tịch Ủy ban nhân dân tỉnh Nam Định Phạm Đình Nghị đề nghị can thiệp giữ lại nhà thờ. Ngày 7 tháng 5, Phó chủ tịch Hội Kiến trúc sư Việt Nam Nguyễn Quốc Thông ký văn bản gửi Ủy ban nhân dân tỉnh Nam Định và Giám mục Vũ Đình Hiệu về việc hạ giải nhà thờ Bùi Chu. Hội Kiến trúc sư cho rằng nhà thờ này có tầm quan trọng trong lịch sử và cộng đồng, có kiến trúc độc đáo nên đề xuất các bên tham khảo ý kiến chuyên gia. Giáo phận Bùi Chu, đại diện là linh mục Tổng Đại diện Giuse Nguyễn Đức Giang đã quyết định ký thông báo hạ giải vào ngày 10 tháng 5.
Ngày 20 tháng 5 năm 2019, Hội Kiến trúc sư nhận được văn bản hồi đáp của Giám mục Vũ Đình Hiệu. Trong thư, giám mục Hiệu cho rằng công trình Nhà thờ chính tòa Bùi Chu là công trình của giáo phận Bùi Chu, việc trùng tu công trình đã được bàn thảo rộng rãi trong vài năm vừa qua, cũng như nhận được sự chấp thuận cho xây dựng của tỉnh Nam Định. Giám mục Hiệu cho rằng trên thực tế, hai tháp của nhà thờ chính toà Bùi Chu đã nghiêng đến 15 độ và nền công trình lún hơn 70 cm. Sự xuống cấp này gây nguy hiểm cho giáo dân và khách tham quan. Giám mục Hiệu cũng cảm ơn các ý kiến từ những người thiện chí. Có quan điểm khác với giám mục Hiệu, kiến trúc sư Nguyên Hạnh Nguyên - đại diện nhóm hơn 20 kiến trúc sư phủ nhận thông tin về thực trạng nhà thờ của giám mục Hiệu.
Các giám mục Việt Nam từ 27 giáo phận họp Đại hội XIV Hội đồng Giám mục Việt Nam tại trung tâm Mục vụ Giáo phận Hải Phòng vào cuối tháng 9 và đầu tháng 10 năm 2019. Trong khuôn khổ đại hội, các giám mục đã sắp xếp và bầu chọn nhân sự trong hội đồng. Kết quả, các giám mục tiếp tục chọn Giám mục Vũ Đình Hiệu đảm trách vai trò Chủ tịch Uỷ ban Bác ái Xã hội thuộc Hội đồng Giám mục trong nhiệm kỳ 2019 – 2022.
Ngày 3 tháng 2 năm 2020, việc hạ giải Nhà thờ chính tòa Bùi Chu chính thức được tiến hành. Ông Đặng Ngọc Cường – phó bí thư Huyện ủy, chủ tịch Uỷ ban Nhân Dân huyện Xuân Trường cho biết ông chưa biết thông tin nhà thờ Bùi Chu bị hạ giải, nhưng khẳng định nếu nhà thờ bị hạ giải là việc bình thường và không cần phải báo cáo chính quyền. Quýt định hạ giải do giám mục Vũ Đình Hiệu ấn định và dự kiến sẽ bắt đầu tiến hành cuối tháng 2 năm 2020.
Kế hoạch đề ra ban đầu là hạ giải nhà thờ chính tòa Bùi Chu vào ngày 17 tháng 2 năm 2020, nhưng sau đó, giám mục Vũ Đình Hiệu đã quyết định cho hoãn việc hạ giải để chờ thêm giải pháp bảo tồn mới. Trong cuộc gặp với ông Martin Rama – giám đốc dự án của Trung tâm phát triển đô thị bền vững thuộc Viện hàn lâm Khoa học xã hội Việt Nam tại Tòa giám mục Bùi Chu, giám mục Hiệu cho biết nếu các dự án bảo tổn không khả thi thì sẽ tiến hành hạ giải nhà thờ vào ngày 2 tháng 3 năm 2020. Ngoài phương án hạ giải nhà thờ cũ, giám mục Hiệu cũng mong muốn có giấy phép xây dựng nhà thờ mới trên cánh đồng liền kề với đất của nhà thờ đang có và nếu phương án này được chấp thuận thì sẽ giữ lại nhà thờ cũ.
Các giám mục Việt Nam từ 27 giáo phận họp Đại hội XV Hội đồng Giám mục Việt Nam tại trung tâm Mục vụ Tổng giáo phận Hà Nội vào đầu tháng 10 năm 2022. Trong khuôn khổ đại hội, các giám mục đã sắp xếp và bầu chọn nhân sự trong hội đồng. Kết quả, các giám mục tiếp tục chọn Giám mục Vũ Đình Hiệu đảm trách vai trò Chủ tịch Uỷ ban Bác ái Xã hội thuộc Hội đồng Giám mục trong nhiệm kỳ 2022 – 2025.

## Tông truyền
Giám mục Tôma Aquinô Vũ Đình Hiệu được tấn phong giám mục năm 2009, thời Giáo hoàng Bênêđíctô XVI:
- Giám mục Chủ phong: Giám mục chính tòa Giáo phận Xuân Lộc Đa Minh Nguyễn Chu Trinh.
- Hai giám mục phụ phong: Giám mục Tôma Nguyễn Văn Trâm, giám mục chính tòa Giáo phận Bà Rịa và Giám mục Cosma Hoàng Văn Đạt, giám mục chính tòa Giáo phận Bắc Ninh.

Giám mục Tôma Aquinô Vũ Đình Hiệu là giám mục phụ phong cho các giám mục:
- Năm 2011, giám mục Giuse Nguyễn Tấn Tước, hiện là Giám mục chính tòa Giáo phận Phú Cường.
- Năm 2013, giám mục Giuse Đinh Đức Đạo, nguyên là Giám mục chính tòa Giáo phận Xuân Lộc.
- Năm 2017, giám mục Gioan Đỗ Văn Ngân, hiện là Giám mục chính tòa Giáo phận Xuân Lộc.
- Năm 2024, giám mục Đa Minh Nguyễn Tuấn Anh, hiện là Giám mục phụ tá Giáo phận Xuân Lộc.

Dưới đây là sơ đồ tính Tông truyền từ giám mục Việt Nam đầu tiên được giám mục ngoại quốc chủ phong cho đến đời Giám mục Vũ Đình Hiệu.